# Nacionalna galerija
 Ovo je glavno značenje pojma Nacionalna galerija. Za druga značenja pogledajte Nacionalna galerija (razdvojba).
Nacionalna galerija (engl. National Gallery) je državni muzej umjetnosti Ujedinjenog Kraljevstva u središtu Londona, na slavnom Trafalgar Squareu. U galeriji se nalazi kolekcija od preko 2300 umjetničkih djela od sredine 13. stoljeća sve do 1900. godine. Ulaz u galeriju je besplatan, a posjetitelji mogu dati dobrovoljne priloge. Godišnje je posjeti od 4 do 5 milijuna posjetitelja i treći je muzej po posjećenosti u svijetu, poslije Louvrea u Parizu i Metropolitan muzeja u New Yorku. Trenutni upravitelj Nacionalne galerije je Nicholas Penny.

## Povijest
Nacionalna galerija je osnovana 1824. godine kada je britanska vlada otkupila zbirku ruskog bankara Johna J. Angersteina (36 slika). Kasnije je zbirka dopunjena poklonima donatora koji danas čine njene dvije trećine. Galerija se 1838. godine uselila u sadašnju zgradu koju je u stilu neoklasicizma projektirao William Wilkins. Od 1906. galerija kupuje djela sredstvima iz nacionalnog fonda za kupovinu umjetničkih djela. Od godine 1917. zbirka sadrži i djela impresionista. Zgrada je više puta proširivana, posljednji put istočnim Sainsbury krilom 2004. god. koje su u duhu postmoderne dizajnirali arhitekti Robert Venturi i Denise Scott Brown. No, danas se Nacionalna galerija smatra pretijesnom i neodgovarajućom za svoju vrijednu kolekciju.

## Kolekcija
U Nacionalnoj galeriji se nalazi jedna od najznačajnijih svjetskih kolekcija zapadnoeuropskog slikarstva od 1250. – 1900. god. Slikarstvo kasnijih razdoblja se čuva u modernoj Tate galeriji koja je osnovana 1897. god. Kolekcija od oko 2300 djela je relativno mala, u usporedbi s drugim europskim nacionalnim galerijama, ali je iznimno kvalitetna jer je jedna od rijetkih koja nudi presjek povijesti umjetnosti od „Giotta, Giambattista Pittoni, do Cézannea”. Bogati sakupljači umjetnina poput Ludwiga Monda donirali su i oporučno ostavili svoje zbirke Nacionalnoj galeriji.
Neke od slavnih djela u kolekciji muzeja su:
- Jan van Eyck, Portret Arnolfinijevih, 1434.
- Piero della Francesca, Krštenje Kristovo, 1448.-50.
- Leonardo da Vinci, Bogorodica na stijenama, 1483.-86.
- Tizian, Bakho i Arijadna, 1520.-33.
- Hans Holbein mlađi, Ambasadori, 1533.
- Bronzino, Ludost i vrijeme, 1540.-45.
- Diego Velazquez, Venera ispred zrcala, 1644.-48.
- Thomas Gainsborough, Gospodin i gospođa Andrews, 1748.-49.
- William Turner, Bojni brod Temeraire odvače na njegovo posljednje sidrište da bude uništen, 1838., 1839.
- Vincent van Gogh, Suncokreti, 1888.

## Vanjske poveznice
- Službene stranice Nacionalnog muzeja